# Anggun C. Sasmi... Lah!!!
Albums de Anggun
Nocturno
(1992) Au nom de la lune
(1997)
Compilations par Anggun
Yang Hilang
(1994)
Anggun C. Sasmi... Lah!!! est le 4e album indonésien d'Anggun, paru en 1993.

## Présentation
Cet album est le dernier album d'Anggun en Indonésie avant qu'elle ne décide de migrer vers l'Europe. L'album a été produit par Anggun et sorti par sa propre compagnie de disques, Bali Cipta Records. Comme sur son précédent album le son rock est très présent. L'album contient l'un de ses singles à succès Kembalilah Kasih (Kita Harus Bicara) dont le clip vidéo a été produit par Ria Irawan. Elle avait remporté deux prix pour cette vidéo en Indonésie (VMI) dans la catégorie « meilleure vidéo » et « vidéo la plus appréciée. »
Cet album est arrivé 1er en Indonésie.

## Liste des titres
| 1.  | Kembalilah Kasih (Kita Harus Bicara) | Thomas Ramdhan, Rustam | 4:36 |
| 2.  | Kenapa Harus                         | Pay, Rustam, Anggun    | 3:50 |
| 3.  | Sahara                               | Lilo, Pay, Andi Julias | 4:59 |
| 4.  | Nanti Pasti Abadi                    | Grass Rock             | 4:16 |
| 5.  | Penyelesaian Tolol                   | Pay, Rustam, Anggun    | 3:48 |
| 6.  | Di Kejauhan                          | Grass Rock             | 4:51 |
| 7.  | Karenamu Kini Aku Mengerti           | Grass Rock             | 4:04 |
| 8.  | Matahari Hatiku                      | Grass Rock             | 3:59 |
| 9.  | Jawara                               | Pay, Lilo, Andi Julias | 4:58 |
| 10. | Sendiri                              | Pay, Rustam, Anggun    | 4:50 |

## Classements
| Pays      | Meilleure position |
| --------- | ------------------ |
| Indonésie | 1                  |